# Nostra Signora del SS. Sacramento e Santi Martiri Canadesi
Nostra Signora del SS. Sacramento e Santi Martiri Canadesi je kardinálský titulární kostel ustanovený dne 5. února 1965 papežem Pavlem VI. Tento kostel se nachází na Via Giovanni Battista De Rossi 46 v Římě. Prvním titulárním kardinálem se stal Maurice Roy, arcibiskup Québecu. 

## Titulární kardinálové
| Jméno                | Funkce                                | Od           | Do           |
| -------------------- | ------------------------------------- | ------------ | ------------ |
| Maurice Roy          | Arcibiskup Québecu (Kanada)           | 25. 2. 1965  | 24. 10. 1985 |
| Paul Grégoire        | Arcibiskup Montréalu (Kanada)         | 28. 6. 1988  | 30. 10. 1993 |
| Jean-Claude Turcotte | Arcibiskup Montréalu (Kanada)         | 26. 11. 1994 | 8. 4. 2015   |
| Patrick D'Rozario    | Emeritní arcibiskup Dháky (Bangladéš) | 19. 11. 2016 |              |